# Samborowice (Silésie)
Pour les articles homonymes, voir Samborowice.
Samborowice est une localité polonaise de la gmina de Pietrowice Wielkie, située dans le powiat de Racibórz en voïvodie de Silésie.